# Svetlana Semenova
Pour les articles homonymes, voir Semenova.
Svetlana Stepanova Semenova, née le 11 mai 1958 à Pskov (RSFS de Russie), est une rameuse d'aviron soviétique.

## Carrière
Aux Jeux olympiques de 1980 à Moscou, elle est médaillée de bronze de quatre barré. 
Elle est aussi sacrée championne du monde de quatre barré en 1979 et en 1981 ainsi que médaillée de bronze mondiale en 1983.